# Cheorin
Cheorin, född 1837, död 1878, var Koreas drottning 1851–1864, gift med kung Cheoljong. 
Hon tillhörde klanen Andong Kim, som hade valt Cheoljong till kung sedan den förre kungen avlidit barnlös, och därefter valt ut henne till hans drottning. Äktenskapet var barnlöst. När maken avled 1864, gjorde hon därför anspråk på att utse näste kung, något som normalt var en änkedrottnings rättighet. Hon och Andong Kim-klanen blev dock övertrumfade av Sinjeong, som var änka efter den förra dynastins sista kronprins: hon hade också fått titeln änkedrottning och utsåg nu sin egen kandidat Gojong av Korea till näste kung. 